# علوم الطبيعة (مجلة)

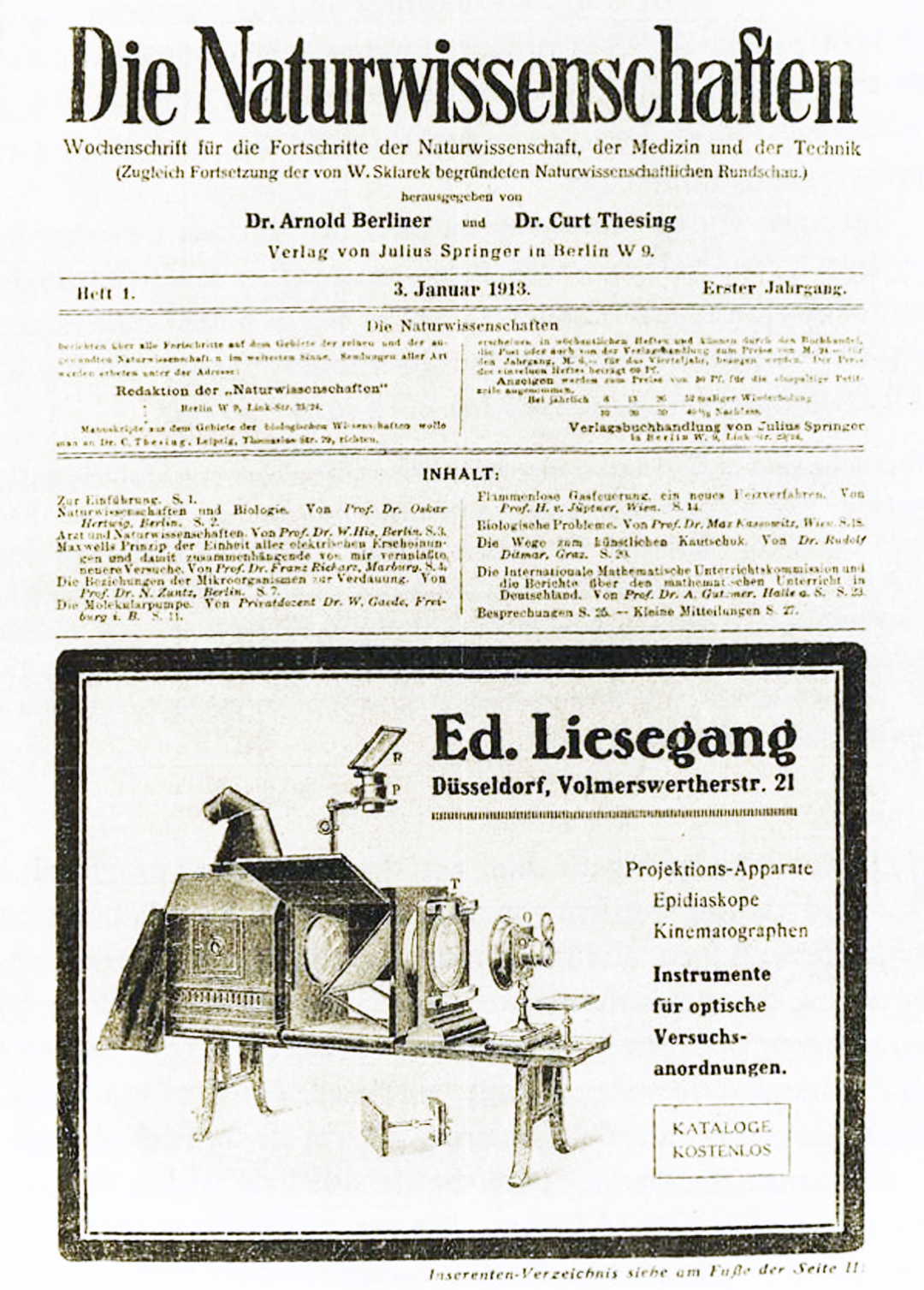
الصفحة الرئيسية لمجلة Die Naturwissenschaften بتاريخ 3 يناير 1913

علوم الطبيعة (بالإنجليزية: The Science of Nature)، Naturwissenschaften سابقًا، هي مجلة علمية شهرية يراجعها النظراء وتصدر عن داري النشر سبرنجر وبزنس ميديا ، وتغطي المجلة جميع جوانب العلوم الطبيعية المتعلقة بالمواضيع البيولوجية. تأسست في عام 1913 وتهدف إلى أن يصبح مستوى اللغة الألمانية فيها موازيا لمجلة علوم الطبيعة باللغة الإنجليزية، في وقت كانت فيه اللغة الألمانية لا تزال لغة مهيمنة في العلوم الطبيعية. يتم نشر المجلة حاليا باللغة الإنجليزية.

## المحررين
الأشخاص التالية أسماؤهم رئيس تحرير المجلة: 
- 1913–1935: أرنولد برلينر
- 1913: Curt Thesing
- 1914–1921: August Pütter
- 1922–1924: Herrmann Braus
- 1925–1940: هانس سبيمان
- 1935–1936: Hans Matthée
- 1936–1944: Fritz Süffert
- 1946–1949: أرنولد إوكن
- 1950–1966: Ernst Lamla
- 1967–1986: Hansjochem Autrum
- 1967–1983: Friedrich L. Boschke
- 1987–2000: Dieter Czeschlik
- 2001–2009: Tatiana Czeschlik
- 2009–2019: Sven Thatje
- 2019–present: Matthias Waltert

## روابط خارجية
- الموقع الرسمي